# Assassin's Creed: Brotherhood
Assassin's Creed: Brotherhood és un videojoc d'acció i aventures històrica amb punts de ciència-ficció i sigil en un món obert desenvolupat per Ubisoft i va sortir a la venda per a PlayStation 3 i Xbox 360 el novembre de 2010, per a Microsoft Windows el març de 2011 i per a Mac OS X el maig de 2011.
És la continuació d'Assassin's Creed II i la tercera entrega de la saga Assassin's Creed. Assassin's Creed: Revelations és una seqüela del joc, concloent la història de l'Ezio quan viatja a Constantinoble.

## Argument

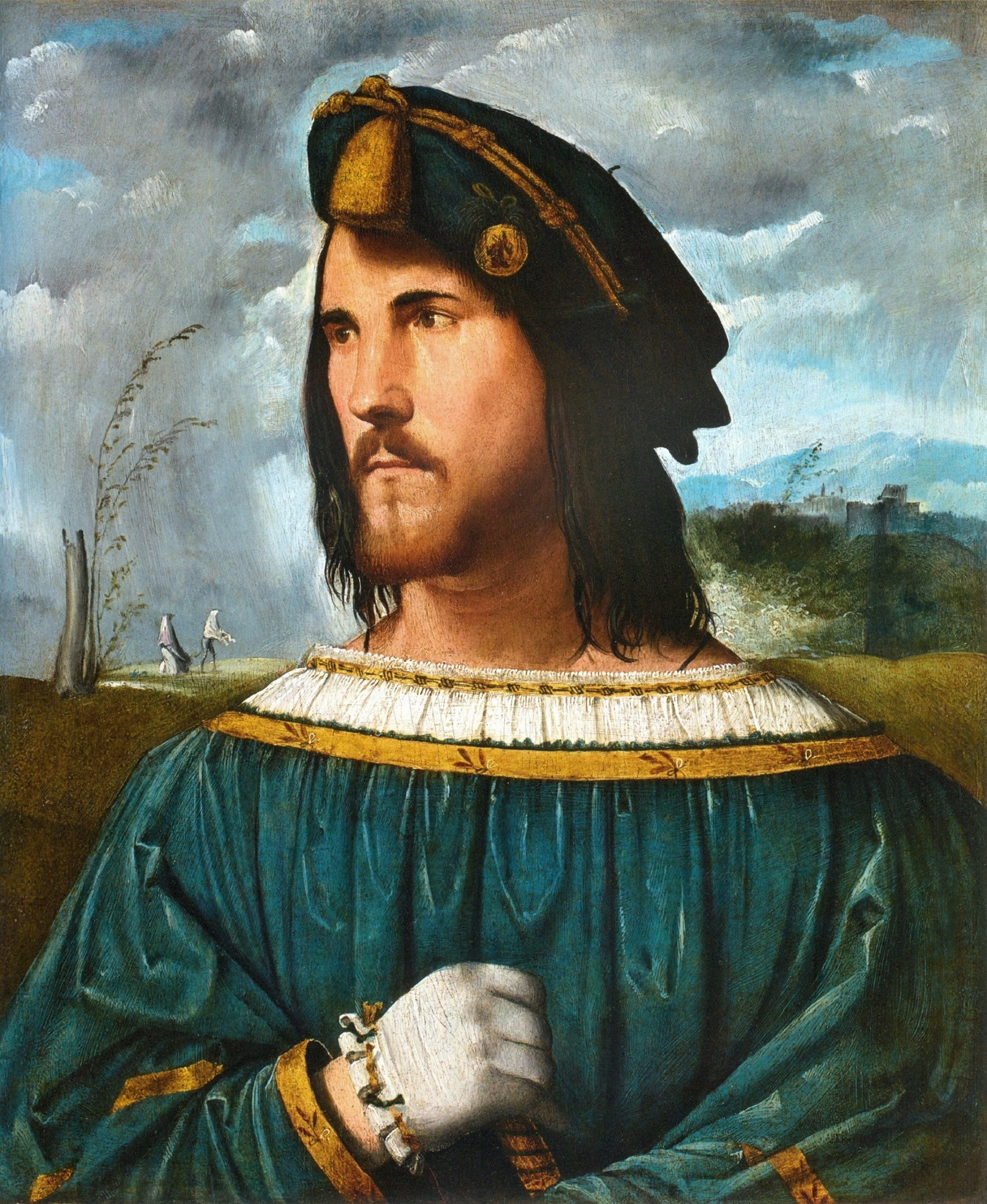
Un retrat de Cèsar Borja per Altobello Melone.

La història continua i s'estableix al 2012. Després d'escapar dels templers a l'atac al final d'Assassin's Creed II, Desmond Miles, Lucy Stillman, Rebecca Crane i Shaun Hastings han de fugir a Monteriggioni al santuari de la Vila Auditore. Després de restaurar l'electricitat en els antics túnels de sota la vila, el jugador, un cop més, pren el control d'Ezio Auditore a través de la memòria genètica de Desmond, utilitzant l'Animus 2.0 (que és la interfície del joc de memòria). La seva missió és trobar el Fruit de l'Edèn, un artefacte important i misteriós que pot impedir el desastre imminent que ha d'arribar en aquest mateix any, que es creu perpetrat pels templers.
La història d'Ezio continua en 1499, on ell surt de la cambra cuirassada, confosos pel que va veure a l'interior. S'escapa de Roma amb el seu oncle Mario Auditore i arriba a Monteriggioni. Un cop a casa, Ezio és consolada per la possibilitat que la seva venjança personal ha acabat i que els seus dies com un assassí es duen a terme, però, Maquiavel impugna la decisió d'Ezio a sortir Roderic de Borja, ara el Papa Alexandre VI, amb vida. L'endemà, Monteriggioni és assetjada per Cèsar Borja, fill de Roderic. Mario és assassinat a mans de Cèsar a si mateix, i el fruit el van agafar els templers. Ezio s'escapa amb la seva família i viatja a Roma, el centre de l'Orde del Temple a Itàlia, un cop més la recerca de venjança contra els Borja. Allà, descobreix que els assassins no estan en la lluita contra la corrupció. Decidit a rescatar el gremi, Ezio convenç Maquiavel que té tot el necessari per portar durant el muntatge d'una Germandat prou potent com per destruir els templers i el seu arxienemic nou Cèsar Borja.
Durant els pròxims quatre anys, Ezio executa tasques destinades a paralitzar els Borja a la capital, sabotejant els recursos de Cèsar i assassinant a persones clau properes a Cèsar i treballar amb els assassins el procés, i a poc a poc la restauració de Roma a la seva antiga glòria. Ezio es fa llavors cap de l'Orde i ascendit a la categoria de Il Mentore (en italià, "El Mestre").
Cèsar, en veure les accions d'Ezio, s'enfronta al seu pare i desesperadament demana més diners i el posseïment del propi fruit. Roderic es nega i intenta enverinar al seu fill, adonant-se que la luxúria pel poder de César, no poden ser mantinguts a ratlla. César, però, dona la volta al seu pare i el mata al seu lloc. Ezio és testimoni d'aquesta fita i, després d'assabentar-se de la ubicació del fruit, es recupera d'un termini de Sant Basílica de Pere. Ezio s'utilitza per aixafar les forces de César i retirar el suport dels seus partidaris, César és finalment detingut per Papa Juli II Exèrcit papal.
Ezio utilitza el fruit un cop més per lluitar contra Cèsar, que s'evadeix de la presó, i provoca un setge a Viana, Navarra. Es troba amb Cèsar a les muralles del castell i ha de lluitar contra ell. Cèsar afirma que no pot ser matat per la mà d'un home mortal, de manera que incitar a Ezio a sortir ell "en les mans del destí" per on el va deixar caure de les muralles. Ezio continuació, pren el fruit i l'amaga en un altre temple construït per sota de Santa Maria en Aracoeli
Utilitzant les coordenades preses dels records d'Ezio: Desmond, Lucy, Shaun i Rebecca viatgen al temple, amb la intenció d'usar el fruit per localitzar els temples restants per mantenir les altres peces de l'Edèn amagades de les mans dels templers. Mentre Desmond fa el seu camí al temple, s'enfronta amb aparicions hologràfiques d'un ésser anomenat Juno, que sembla de la mateixa raça que Minerva, però, ella no és ni audible ni visible a Lucy, Shaun, o Rebecca. La majoria dels seus comentaris se centren en la manca de coneixement de la humanitat. Afirma que la humanitat és "innocent i ignorant", que les persones no van ser construïts per ser savis, després d'haver estat donat només cinc dels sis sentits: el coneixement a la vista, l'olfacte, el gust, el tacte i l'oïda, però no la intel·ligència. La seva cadència cura després disminueix a mesura que de sobte s'enfada, crida "Hauríem d'haver-vos deixat com estaveu!"
Mentre Desmond s'acosta al fruit i el toca, el temps es congela al voltant d'ell, tot i que encara es pot moure i parlar. Juno crípticament, diu Desmond és un descendent de la seva raça i el seu enemic, i ella també diu que hi ha una dona que se suposa que l'acompanyés a través de "la porta", però ella no està amb ell. Ella pren el control del cos de Desmond i l'obliga a apunyalar Lucy a l'abdomen. Tots dos cauen a terra, aparentment mor Lucy, i Desmond entra en un estat de coma. Com els crèdits, dos homes se senten discussions sobre si posar Desmond de nou l'Animus.

### Càsting
A continuació es mostren els doblatges en la versió original (anglès). El joc no ha estat doblat ni traduït al català.
| Doblador          | Personatge                      | Descripció |
| ----------------- | ------------------------------- | --- |
| Roger Craig Smith | Ezio Auditore da Firenze        | Protagonista. |
| Nolan North       | Desmond Miles                   | Vida futura de l'Ezio i l'altre personatge que es porta al llarg del joc.                                         |
| Kristen Bell      | Lucy Stillman                   | Assassina en l'actualitat.                                                                                        |
| Fred Tatasciore   | Mario Auditore                  | Condottiero, oncle i mentor de l'Ezio i propietari de la vila de Monteriggioni.                                   |
| Carlos Ferro      | Leonardo da Vinci               | artista florentí.                                                                                                 |
| Andreas Apergis   | Cèsar Borja                     | Fill d'Alexandre VI i capità general dels Estats Pontificis.                                                      |
| Manuel Tadros     | Alexandre VI                    | Mestre de l'Orde del Temple.                                                                                      |
| Angela Galuppo    | Claudia Auditore da Firenze     | Germana petita de l'Ezio.                                                                                         |
| Alex Ivanovic     | Bartolomeo d'Alviano            | Condottiero i assassí.                                                                                            |
| Arthur Holden     | Octavi de Valois Ercole Massimo | Noble francès, baró de Valois i templari. Noble romà i líder del culte a Hermes.                                  |
| Liane Balaban     | Lucrècia Borja                  | Filla bastarda d'Alexandre VI.                                                                                    |
| Danny Wallace     | Shaun Hastings                  | Analista i investigador responsable de l'elaboració i el manteniment dels arxius de coneixement de la Animus 2.0. |
| Eliza Schneider   | Rebecca Crane                   | Informàtica i assassina en l'actualitat.                                                                          |
| Harry Standjofski | Joan de Borja                   | El primer dels deu Cardenals-nebots.                                                                              |
| Jenifer Seguin    | Veu de l'Animus                 | Màquina amb la qual es poden veure records de vides passades.                                                     |
| Cristina Rosato   | Caterina Sforza                 | Duquessa de Forlì.                                                                                                |
| Shawn Baichoo     | Nicolau Maquiavel               | Diplomàtic, funcionari públic, filòsof polític, escriptor i assassí.                                              |

## Jugabilitat

Ezio cridant un grup d'assassins (fotograma d'un vídeo del joc).

Assassin's Creed: Brotherhood és un videojoc d'acció-aventura amb èmfasi en el joc no lineal, en un món obert i amb moviments de parkour, sigil, assassinats i lluita cos a cos. El sistema de lluita compte amb un sistema més complex i per primer cop en la saga, ofereix un sistema multijugador amb més de 15 hores.
El joc introdueix un nou sistema de gestió: el jugador pot reclutar nous assassins mitjançant la destrucció de qualsevol de les dotze torres Borja al voltant de Roma i aconseguint així alliberar districtes, amb cada nou districte alliberat un nou assassí es pot reclutar ajudant a ciutadans descontents o salvant-los de l'abús de l'autoritat de la guàrdia. El jugador, a continuació, pot enviar-los a missions a Europa. Per cada missió que fa un assassí rep punts d'experiència, va pujant de nivell i obté noves tècniques i majors tributs. El jugador pot personalitzar la seva aparença, habilitats i entrenament d'armes en certa manera per la despesa dels punts d'habilitat que ha guanyat. Si l'assassí mor durant una d'aquestes missions, el jugador ha de reclutar un nou ciutadans que serà de nivell 1 per reemplaçar-lo.
En aquesta nova entrega l'Ezio obté nous objectes i habilitats, com el paracaigudes de Leonardo da Vinci, que es pot utilitzar en saltar d'edificis alts a terra o sobre un enemic, juntament amb dards enverinats, un verí d'acció més ràpida, una ballesta, i la capacitat de sostenir i llançar armes més pesants, com les destrals a dues mans.
L'escenari principal és Roma, que ha caigut en la ruïna a causa de la regla corrupta del papat de la família Borja i els templaris en els Estats Pontificis i la concentració de les riqueses al Vaticà. Igual que la ciutat de Monteriggioni a Assassins Creed II, el jugador és capaç d'invertir en la ciutat i ser testimoni del seu desenvolupament i les recompenses per desbloquejar tendes. El jugador ha de conquerir i destruir torres Borja distribuïdes per tota la ciutat i lliurar-la de la influència de la família. Destruir-les, desbloqueja noves missions i oportunitats. Roma és la ciutat més gran mai creada després de les dues primeres entregues (Roma és tres vegades més gran que la Florència d'Assassins Creed II) i inclou cinc districtes variats: Vaticà, Downtown, Tíber, Country i Antique. A diferència de les anteriors entregues, els viatges entre diferents ciutats o regions ja no és present, ja que la majoria de l'acció en el joc té lloc a la ciutat de Roma. En canvi, una sèrie de xarxes de túnels al llarg de la ciutat permet al jugador viatjar a diferents sectors de la ciutat amb facilitat. No obstant això, els jugadors seran capaços d'explorar tota la ciutat de Roma, visitar el port de Nàpols, una part de Navarra i Monteriggioni en l'actualitat.
El sistema de combats ha estat modificat. Les primeres accions ofensives són molts més mortals en aquesta nova entrega, quant als contraatacs, són igual d'eficients. En els dos jocs anteriors el jugador s'havia d'esperar que l'enemic ataques per poder contraatacar i eliminar-lo, aquest nou sistema de lluita és més ràpid. La IA del joc és més agressiu i els enemics poden atacar diferents enemics de forma simultània. Per acabar amb els rivals, Ezio pot usar els punys, l'espasa, la fulla oculta, un canó ocult, ganivets llencivols i armes de dues mans que pot robar-li's en mig combat, entre aquestes armes hi ha: destrals, llances i espases. Després de matar un enemic es pot realitzar un atac de melé on prenent un sol boto es pot anar un altre soltat del voltant i així successivament fins que li donen un cop. Hi ha nous tipus d'enemics respecte Assassin's Creed II entre els quals hi ha la cavalleria, els arcabussers i la guàrdia suïssa entre d'altres.
Els cavalls tenen un paper important en Brotherhood, no només s'usen com a mitjà de transport (dins de la ciutat per primera vegada), és també un component de seqüències acrobàtiques com poden ser les persecucions i la lluita avançada. Brotherhood també introdueix nous tipus d'assassinats així com l'assassinat a cavall a un altre enemic també a cavall. Hi ha diferents punts repetits per tota la ciutat que permeten moure instantàniament (un sistema de túnels), així com nous objectes com els ascensors de mercaderies que permeten pujar al terrat d'un edifici en gran velocitat.
A diferència de les entregues anteriors, en Desmond pot sortir de l'Animus durant pràcticament tot el joc. Això li permet explorat la ciutat de Monteriggioni de l'actualitat. El jugador pot també fer entrenaments virtuals, mini-jocs per entrenar les seves habilitat de parkour o lluita.

### Multijugador
Assassin's Creed: Brotherhood és el primer joc de la sèrie en contenir un mode multijugador. Els jugadors són templaris que entrenen en les instal·lacions d'Abstergo on usa l'Animi (plural d'Animus) per accedir als records dels antics templaris i poder aprendre les seves habilitats a través de l'efecte sagnant. Hi ha 8 modes de jocs (cerca, aliança, persecució, captura, cerca avançada, aliança avançada, escorta i assassinat) i diferents maques, incloent-hi zones del tercer joc així com d'altres ciutats al·lienes a la història del joc com: Roma, Castel Gandolfo, Siena i Mont Saint-Michel.

## Desenvolupament
Assassin's Creed: Brotherhood va ser desenvolupat per Ubisoft Montreal. Empresa que també va desenvolupar els dos altres jocs d'Assassin's Creed. El mode multijugador va ser anunciat per Ubisoft el 2009 però sense revelar el seu nom. A principis de maig de 2010, un empleat de GameStop publicà a Internet algunes imatges sobre l'Assassin's Creed: Brotherhood Ubisoft mentre estava feia bromes sobre el joc a Facebook i Twitter. Poc després Ubisoft confirmà l'autenticitat de les imatges. Brotherhood no ha sigut enumerat com l'Assassin's Creed II perquè tant els jugadors com els propis desenvolupadors consideren que al seguir amb la història de l'Ezio no es considera una tercera entrega independent.
El joc va ser desenvolupat per Ubisoft Montreal al Canadà. La producció es va veure afavorida per quatre altres desenvolupadors d'Ubisoft: Annecy, Singapore, Bucharest i Québec City. El mode multijugadors va ser principalment desenvolupat per Ubisoft Annecy, estudi responsable de la creació del mode multijugador Tom Clancy's Splinter Cell: Chaos Theory. Ubisoft també anuncià el plans de treure continguts descarregables (DLC) just després del llançament del joc. Dos DLC van ser anunciats sota els noms "Animus Project Update 1.0" i "Animus Project Update 2.0". El primer inclou el nou mapa Mont Saint-Michel i una nou mode, Aliança Avançat. L'"Animus Project Update 2.0" va ser llançat el gener de 2011, també de franc, i inclou un altre mapa, el mode i la introducció d'un sistema de classificació de jugador. Des de la perspectiva del rendiment, Ubisoft ha comentat que esperen que les bretxes entre la PlayStation 3 i Xbox 360 serà encara més petit en Brotherhood.
Mentre encara s'estava desenvolupat, el director creatius Patrice Désilets va marxar abans de la presentació del joc en la E³ de 2010. Ubisoft i el director productiu Jean-Francois Boivin digueren que només a es va prendre un "descans creatiu" després de completar la tasca del Brotherhood. Un anunci sobre el mode multijugador va ser llençat a la web oficial abans de la E³. Un tràiler cinematogràfic va ser difós durant Ubisoft's E3 2010 en una roda de premsa al llarg d'un tutorial d'inici del joc. Assassin's Creed: Brotherhood va arribar a l'estatus d'or (GA) el 28 d'octubre de 2010. La versió per a Microsoft Windows té Nvidia 3D Vision i suport multimonitor Eyefinity a través d'AMD. També s'utilitza la protecció de còpia Tagès, així com un servei de plataforma en lina d'Ubisoft, però no requereix una connexió a Internet sempre activa per jugar. El 30 de novembre de 2010 es va publicar una novel·la del videojoc (Assassin's Creed: Brotherhood). La qual és una seqüela de la novel·la anterior (Assassin's Creed: Renaissance).

## Banda sonora
La música del joc va ser composta per Jesper Kyd, qui va compondre les entregues anteriors. Va ser llançada digitalment el 16 de novembre de 2010. Està composta per 20 peces.
| #    | Nom                          | Durada |
| ---- | ---------------------------- | ------ |
| 1.-  | Master Assassin              | 3:21   |
| 2.-  | City of Rome                 | 5:32   |
| 3.-  | Cesare Borgia                | 2:21   |
| 4.-  | Flags of Rome                | 2:36   |
| 5.-  | The Brotherhood Escapes      | 1:58   |
| 6.-  | Brotherhood of the Assassins | 3:03   |
| 7.-  | The Pantheon                 | 3:06   |
| 8.-  | Villa Under Attack           | 2:13   |
| 9.-  | Echoes of the Roman Ruins    | 2:51   |
| 10.- | Borgia Tower                 | 2:14   |
| 11.- | Borgia Occupation            | 3:02   |
| 12.- | Roman Underworld             | 3:46   |
| 13.- | Countdown                    | 3:30   |
| 14.- | Borgia (The Rulers of Rome)  | 3:57   |
| 15.- | Ezio Confronts Lucrezia      | 2:56   |
| 16.- | Battle in Spain              | 1:39   |
| 17.- | Fight of the Assassins       | 2:38   |
| 18.- | Desmond Miles                | 4:41   |
| 19.- | VR Room                      | 2:43   |
| 20.- | Apple Chamber                | 4:55   |

## Edicions
| Features                                        | Standard (consoles & PC)                                                                                          | Special Edition (consoles & PC)        | Auditore Edition (consoles & PC)                                                | Collector's Edition (consoles only) | Limited Codex Edition (consoles & PC) | Digital Deluxe Edition (PC only) | Da Vinci Edition (consoles only)                                                                                  |
| ----------------------------------------------- | --- | -------------------------------------- | ------------------------------------------------------------------------------- | ----------------------------------- | ------------------------------------- | -------------------------------- | --- |
| Videojoc                                        | Sí | Sí                                     | Sí                                                                              | Sí                                  | Sí                                    | Sí (digital)                     | Sí |
| Bonus disc with making of and game's soundtrack | No | No                                     | No                                                                              | Sí                                  | Sí                                    | Sí (digital)                     | No |
| Multiplayer character cards                     | No | No                                     | Sí                                                                              | No                                  | Sí                                    | Sí (digital)                     | No |
| Assassin's Creed: Lineage DVD                   | No | No                                     | Sí                                                                              | No                                  | Sí (Europe only)                      | Sí (digital)                     | No |
| Single-player maps                              | Sí (Templar Lairs: Trajan Market and Aqueduct. Bonus Locations: The Temple of Pythagoras and Belriguardo Palazzo) | Sí (Trajan Market and Aqueduct)        | Sí (Aqueduct)                                                                   | Sí (Trajan Market and Aqueduct)     | Sí (Trajan Market and Aqueduct)       | Sí (Trajan Market and Aqueduct)  | Sí (Templar Lairs: Trajan Market and Aqueduct. Bonus locations: The Temple of Pythagoras and Belriguardo Palazzo) |
| Multiplayer characters                          | Sí (Officer, Harlequin, Dama Rossa, Knight, Marquis and Pariah)                                                   | Sí (Officer or Harlequin)              | No                                                                              | Sí (Officer)                        | Sí (Officer and Harlequin)            | Sí (Officer and Harlequin)       | Sí (Officer, Harlequin, Dama Rossa, Knight, Marquis and Pariah)                                                   |
| Exclusive package                               | No | No                                     | Sí (transparency box with 3D thermoformed portrait of Ezio and "Animus" effect) | Sí (Black, fold-out cardboard box)  | Sí (collector's chest packaging)      | No                               | No |
| Helmschmied Drachen armor for Ezio              | Sí (included with DLC)                                                                                            | Sí (only as pre-order bonus in Amazon) | Sí                                                                              | No                                  | Sí                                    | Sí                               | Sí |
| Map of in-game Rome                             | No | No                                     | No                                                                              | Sí                                  | Sí                                    | Sí (digital)                     | No |
| Jack-in-the-box                                 | No | No                                     | No                                                                              | Sí (The Doctor or The Harlequin)    | No                                    | No                               | No |
| Art book                                        | No | No                                     | No                                                                              | Sí                                  | No                                    | No                               | No |
| Codex                                           | No | No                                     | No                                                                              | No                                  | Sí                                    | Sí (digital)                     | No |

Existeixen diferents edicions especials de l'Assassins Creieu: Brotherhood. Les diferents edicions estan disponibles en les diferents regions. Hi ha també un cert nombre d'edicions disponibles només per aquells que van reservar el joc abans de la seva sortida a la venda, aquestes edicions poden ser diferent depenent d'una botiga o una altra.

## Continguts descarregables

### Contingut d'Uplay
El sistema d'Ubisoft Uplay permet noves millores en el joc que es poden obtenir a través de punts. Aquests punts s'obtenen fent missions de diferents jocs d'Ubisoft. Els continguts descarregables dels Brotherhood són: la banda sonora disponible per descàrrega, l'armadura de l'Artaïr, el vestit de l'Altaïr, un vestit de l'Ezio com a noble de Florència, un increment de 10 bales a la recambra de la pistola i el personatges de l'arlequina en multijugador.

### Copernicus Conspiracy
Copernicus Conspiracy (La conspiració de Copèrnic) és un contingut descarregable gratuït, exclusiu per a PlayStations 3 i centrades en l'astrònom Nicolau Copèrnic el qual es troba amb problemes amb el Vaticà que no volen que facin públic els seus estudis. El pac està format per vuit missions que van des d'investigació, protecció a assassinat.

### Animus Project Update 1.0
L'Animus Project Update 1.0. és un contingut descarregable gratuït pel mode multijugador disponible des del 14 de desembre de 2012. Inclou un nou joc anomenat Advanced Alliance (Aliança aliada) i un nou mapa, Mont Saint-Michel. L'Advanced Alliance és una versió més difícil que el mode Alliance però que en canvi els jugadors reben més experiència. El nou mapa, el Mont Saint-Michel, es troba en una illa rocosa de Normandia, França. La seva topografia particular de carrers estrets i amb grans desnivells és perfecte per als assassins.
Sebastien Puel, productor executiu d'Ubisoft Montreal, comentà: "Estem emocionats de poder oferir aquest primer contingut descarregable del mode multijugador per Assassin's Creed: Brotherhood totalment gratuït. Volíem donar les gràcies als fans per fer de Brotherhood un gran èxit en la seva primera setmana. Estem molt orgullosos de la forma única i innovadora que ofereix el multijugador, i tenim l'esperança que els fans gaudeixin d'aquest nou contingut".

## Recepció
Assassin's Creed: Brotherhood ha rebut un gran nombre d'elogis per part de la crítica. Els lloc web GameRankings i Metacritic li donaren al joc per a Xbox 360 una puntuació del 90,59% i un 89/100, per a PlayStation 3 d'un 92,06% i un 90/100 i per a PC d'un 88,4% i un 88/100. Va guanyar el premi al millor videojoc d'acció/aventura de la Spike Video Game Awards 2010. També va ser nominat en la 7a British Academy Video Games Awards del 2011, incloent-hi la nominació al millor videojoc. Va guanyar en la categoria millor videojoc d'acció/aventures i va perdre en millor videojoc de l'any darrere de Mass Effect 2.
El mode multijugador es va mostrar per primera vegada en la E³ de 2010, on es va mostrar per primer cop. GameTrailers va elevar el joc dient que havia millorat molt el mode multijugador. El mode multijugador de l'Assassin's Cred: Brotherhood va ser ben rebut per part de la crítica.
Game Informer li donà a Brotherhood una puntuació de 9,25/10, i comentà que l'habilitat de poder cridar a un grup d'assassins és una millora significativa respecte al títol anterior, i lloant el nou mode multijugador com una cosa mai abans vist. En la seva versió per a revista també va donar una puntuació molt alt als gràfics, efectes de so i doblatge.
Eurogamer elogià l'Assassin's Creed: Brotherhood donant-li una puntuació de 10 sobre 10, i en particular va destacar la maduresa de la història: "Una de les missions veu a Ezio interromprent un intent d'assassinat en les ruïnes del Coliseu Romà durant una obra de teatre sobre la mort de Jesucrist. Exigeix un desenvolupador d'equilibri i compassió a esgrimir conceptes tan espinosos amb habilitat, i és una mesura de la maduresa d'Ubisoft Montreal que és més que l'altura del desafiament... Brotherhood construeix un intrigant misteri al voltant de personatges de pes, l'envolta amb la seva col·lecció i secrets, i encoratja a jugar i res se sent fora de lloc".
The Da Vinci Disappearance, també amb tenir crítiques favorables, i té una puntuació de Metacritic de 75/100.

### Vendes
El joc va vendre més d'un milió de còpies en menys d'una setmana de la seva venda. Assassin's Creed: Brotherhood es va convertir en el joc d'Ubisoft que va arribar més ràpid a aquesta xifra. També va tenir el millor llançament d'Ubisoft a Europa i és el títol amb un millor llançament fins al novembre de 2010. Al maig de 2011, Ubisoft anuncià que el joc havia venut 8 milions de còpies i va ajudar a la sèrie d'Assassin's Creed a aconseguir més de 28 milions d'unitats venudes.